# Janalychas srilankensis
Espèce
Synonymes
- Lychas srilankensis Lourenço, 1997
- Lychas ceylonensis Lourenço & Huber, 1999

Janalychas srilankensis est une espèce de scorpions de la famille des Buthidae.

## Distribution
Cette espèce est endémique du Sri Lanka.

## Systématique et taxinomie
Cette espèce a été décrite sous le protonyme Lychas srilankensis par Lourenço en 1997. Elle est placée dans le genre Janalychas par Kovařík en 2019.

## Étymologie
Son nom d'espèce, composé de srilank[a] et du suffixe latin -ensis, « qui vit dans, qui habite », lui a été donné en référence au lieu de sa découverte, le Sri Lanka.

## Publication originale
- Lourenço, 1997 : « A new species of Lychas Koch, 1845 (Chelicerata, Scorpiones, Buthidae) from Sri Lanka. » Revue Suisse de Zoologie, vol. 104, no 4, p. 831-836 (texte intégral).